# Dame (canción de Chenoa)
«Dame» es el noveno sencillo de la cantante Chenoa y cuarto de su tercer disco Soy mujer. El sencillo revitalizó las ventas del álbum y tuvo un gran éxito en España llegando a #1, también se usó para promocionar la gira Soy mujer de Chenoa que fue la segunda más en importante en el 2004 en España contando con 87 conciertos y con medio millón de espectadores.El tema posee ritmos latinos bailables y una melodía pegadiza que entusiasmó al público.

## Videoclip
El videoclip se rodó el 21 de junio de 2004 en Melilla, escrito, producido y dirigido por Daniel Ortiz Entrambasaguas (danidogfilms) para el sello discográfico BMG Ariola (Sonymusic Spain) y en él se intercalan imágenes de Chenoa moviéndose por la ciudad e imágenes de ella viviendo un romance con un chico. El videoclip tiene una peculiaridad anecdótica y es que incluye el efecto de que todo lo que está alrededor de Chenoa retrocede en el tiempo por lo que realmente para crear este efecto ella tuvo que andar hacia atrás y pronunciar la letra al revés.

## Repercursión sencillo
| Canción   | Pos.España |
| no borrar | #1         |
| --------- | ---------- |